# Coladenia
Coladenia is een geslacht van vlinders van de familie dikkopjes (Hesperiidae), uit de onderfamilie Pyrginae.

## Soorten
- C. agni (De Nicéville, 1883)
- C. agnioides Elwes & Edwards, 1897
- C. buchananii (De Nicéville, 1889)
- C. dan (Fabricius, 1787)
- C. hoenei Evans, 1939
- C. indrani (Moore, 1865)
- C. kehelatha (Hewitson, 1878)
- C. laxmi (De Nicéville, 1888)
- C. maeniata (Oberthür, 1896)
- C. palawana (Staudinger, 1889)
- C. sheila (Evans, 1939)
- C. vitrea (Leech, 1894)